# Josie Tomkow
Josie Tomkow (Tampa, Florida, 15 de octubre de 1995) es una ganadera y política estadounidense. Afiliada al Partido Republicano, desde 2018 se desempeña como miembro de la Cámara de Representantes de Florida, primero en representación del 39.º distrito, y desde 2022 por el 51.º distrito.

## Educación
Tomkow asistió a la Universidad de Florida, donde obtuvo una licenciatura en Ciencias Políticas con especialización en Derecho Agrícola y de Recursos Naturales.

## Posiciones ideológicas

### Aborto
Tomkow está en contra del aborto. En 2021 y 2022 votó a favor de la restricción del aborto en Florida.

### Armas
Tomkow está a favor de la libre portación de armas. En 2018 recibió el respaldo de la Asociación Nacional del Rifle (NRA). Al respecto, declaró:

«Me siento honrada por este respaldo y nunca dejaré de luchar para defender la Segunda Enmienda y los derechos de armas en Florida [...] Como ganadera de séptima generación de Florida y de tercera generación del condado de Polk, los derechos de armas son esenciales para nuestra forma de vida. Esos derechos no deben detenerse en el límite de un campus universitario o en la puerta de su iglesia local».

En 2021 votó a favor de la portación de armas en las iglesias.

## Controversias
Según la revisión de unas multas de tráfico de 2018, se han planteado dudas sobre si Tomkow cumple con los requisitos de residencia para ocupar su escaño.

## Resultados electorales

### Cámara de Representantes de Florida
|  | 59,87 % |

|  | 58,52 % |

|  | 58,81 % |